# یواس‌اس ماهان (دی‌دی-۳۶۴)
یواس‌اس ماهان (دی‌دی-۳۶۴) (به انگلیسی: USS Mahan (DD-364)) یک کشتی بود که طول آن ۱۰۴٫۰ متر (۳۴۱٫۲ فوت) بود. این کشتی در سال ۱۹۳۵ ساخته شد.